# Vindblæs Hede
Vindblæs Hede er en 1,5 km2 stor, fredet hede, ved østenden af tunneldalen med Herredsbæk og Vilsted Sø, ca.  midtvejs mellem Aars og Løgstør.  Heden skråner op til en 49 meter høj bakke i hedens sydøstlige del, og er den  vestligste del af De Himmerlandske Heder og en del af Natura 2000-område nr. 19 Lundby Hede, Oudrup Østerhede og Vindblæs Hede, og den 1.300 hektar store naturfredning af hederne .
På Vindblæs Hede er der spor af højryggede agre fra middelalderen og der er spor af gamle veje, som ikke længere benyttes. Ved sydenden går den nedlagte jernbane Himmerlandsbanen, der nu er lagt om til naturstien Himmerlandsstien. Lige syd for området, i Rønbjerg Plantage er fundstedet for Skarpsallingkarret.

## Eksterne kilder og henvisninger
1. ↑  Om fredningen  på fredninger.dk

- Om Vindblæs Hede (Webside ikke længere tilgængelig) på Vesthimmerlands Museums websider.

56°54′44.55″N 9°22′21.76″Ø / 56.9123750°N 9.3727111°Ø